# Jan I van Schoonvorst
Jan I van Schoonvorst, ook wel Johannes van Scoenvorst, Johann von Schönforst of von Schönau (ca. 1347 - 1380), was een 14e-eeuwse ridder uit het adellijke geslacht Van Schoonvorst. Hij was onder andere proost van het Sint-Servaaskapittel in Maastricht. In die hoedanigheid was hij tevens heer van de Elf banken van Sint-Servaas, Tweebergen en Mechelen-aan-de-Maas. Na zijn terugtreden als proost werd hij heer van Monschau en drossaard van Brabant.

## Biografische schets
Jan van Schoonvorst werd waarschijnlijk tussen 1345 en 1350 geboren als tweede zoon van Reinoud van Schoonvorst (aanvankelijk von Schönau geheten) en Catharina van Wildenburg. Als jongere zoon kozen zijn ouders aanvankelijk een geestelijke loopbaan voor hem. In 1361, wellicht al op 12- of 13-jarige leeftijd, werd hij proost van het kapittel van Sint-Servaas in Maastricht. Deze benoeming illustreert de goede betrekkingen tussen de Van Schoonvorsten en hertog Wenceslaus van Brabant en Luxemburg, die het benoemingrecht in Maastricht bezat. Twee jaar later werd hij niet-residerend kanunnik aan het kapittel van de Sint-Lambertuskathedraal in Luik. Voor deze benoeming betaalde de welgestelde Reinoud van Schoonvorst waarschijnlijk een grote som geld aan de paus.
Door zijn toegestane afwezigheid in Luik (en waarschijnlijk ook in Maastricht) kon Jan zijn studie aan de Parijse Sorbonne vervolgen en omstreeks 1369 afronden. Eind 1369 gaf Jan de proosdij in Maastricht op ten gunste van zijn jongere broer Engelbert van Schoonvorst en trad hij uit de geestelijke stand. Nog in hetzelfde jaar huwde hij een vrouw uit het Huis Merode. Waarschijnlijk hield deze stap verband met zijn verbeterde toekomstperspectief als (tweede) erfgenaam van zijn vader.

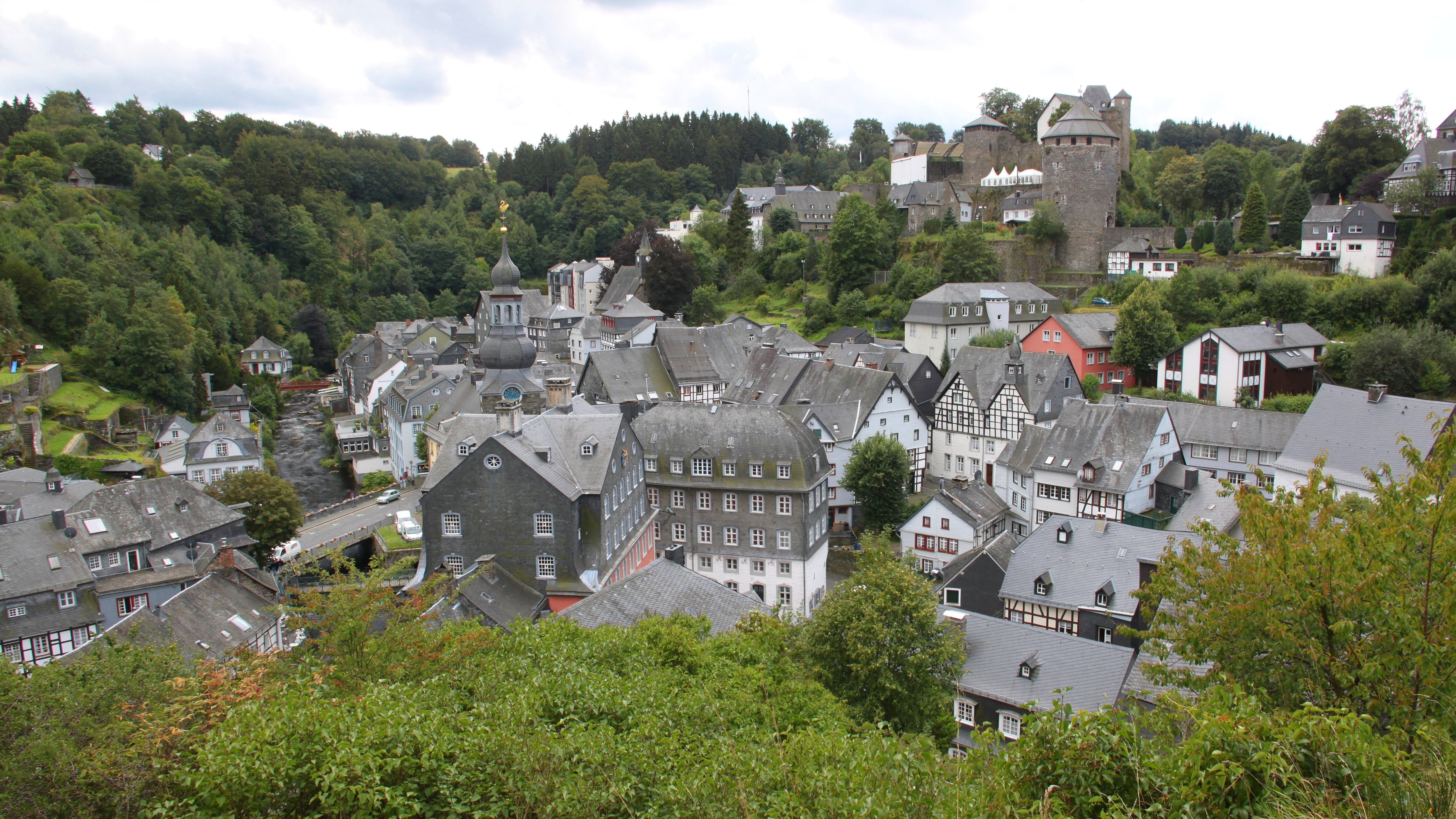
Burcht en stad Monschau

In 1369 werd hij door een erfdeling burggraaf van Monschau. Begin 1370 wordt hij in enkele documenten aangeduid als proost van Sint-Servaas en heer van Monschau. Waarschijnlijk in 1376 erfde hij het Brabantse Sint-Agatha-Rode. Wellicht bezat hij tevens Klabbeek, Neerpoorten en Ottenburg. Vanaf trad hij op als drossaard van Brabant, het hoogste ambt in het hertogdom Brabant.
Over de omstandigheden van zijn vroege dood in het voorjaar van 1380 zijn geen details bekend.

## Huwelijk en nakomelingschap
Jan van Schoonvorst trad na 1368 in het huwelijk met Margaretha Scheiffart van Merode (1350-1417), hofdame van Johanna van Brabant, die eerder gehuwd was geweest met Jan van Gronsveld en Willem van Milberg. Het echtpaar had zeker drie kinderen:
- Jan II (Johannes), volgde zijn vader op in Monschau.
- Catharina, gehuwd in 1392 met Wilhelm von Sayn; in 1432 met Schaffried, graaf van Leiningen.[8]
- Reinoud (Renier)?, kanunnik in Luik (1398-1417).